# Леккийский диалект западноломбардского языка
Леккийский диалект западноломбардского языка — диалект западноломбардского языка, употребляемый в городе и пригородах Лекко, Италия.
Леккийский диалект имеет характеристики, отличные от характеристик других комско-леккийских диалектов. Он подвергся влиянию брианцийского, вальсассинского, вальтеллинского диалектов западноломбардского и бергамского диалекта восточноломбардского языка.
Грамматическими особенностями диалекта является использование восточноломбардского слова vergót вместо комского quajcòss («что-то»). Другой особенностью является использование похожих e вместо i; o вместо u; -om, -on вместо -amm, -ã; -én вместо -ĩ, использование артикля ul.